# Peña de Francia
La Peña de Francia è una montagna alta 1.723 metri, situata nel sud della provincia di Salamanca, nella comunità autonoma della Castiglia e León, in Spagna. È una delle montagne più alte della Sierra de Francia, che a sua volta appartiene al Sistema Centrale.

## Descrizione

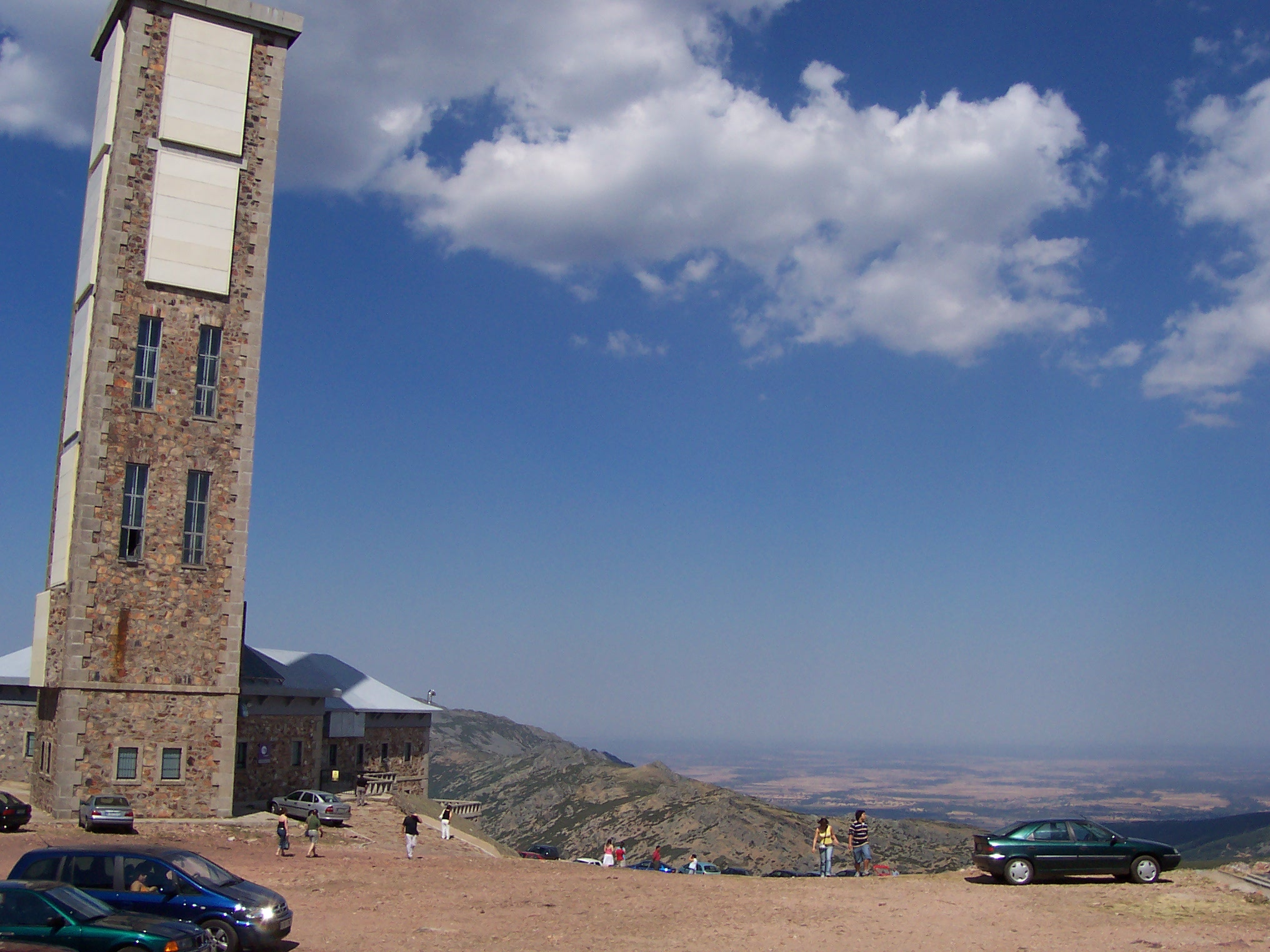
Ripetitore per le telecomunicazioni sulla cima della Peña de Francia.

Conosciuta per la Madonna Nera ed il grande santuario, è praticamente inaccessibile d'inverno a causa della neve. Nei mesi estivi riceve una grande affluenza di turisti, di cui molti sono pellegrini cristiani. Oltre al santuario, dispone di una foresteria, un convento di frati domenicani ed un'antenna ripetitore per le telecomunicazioni.

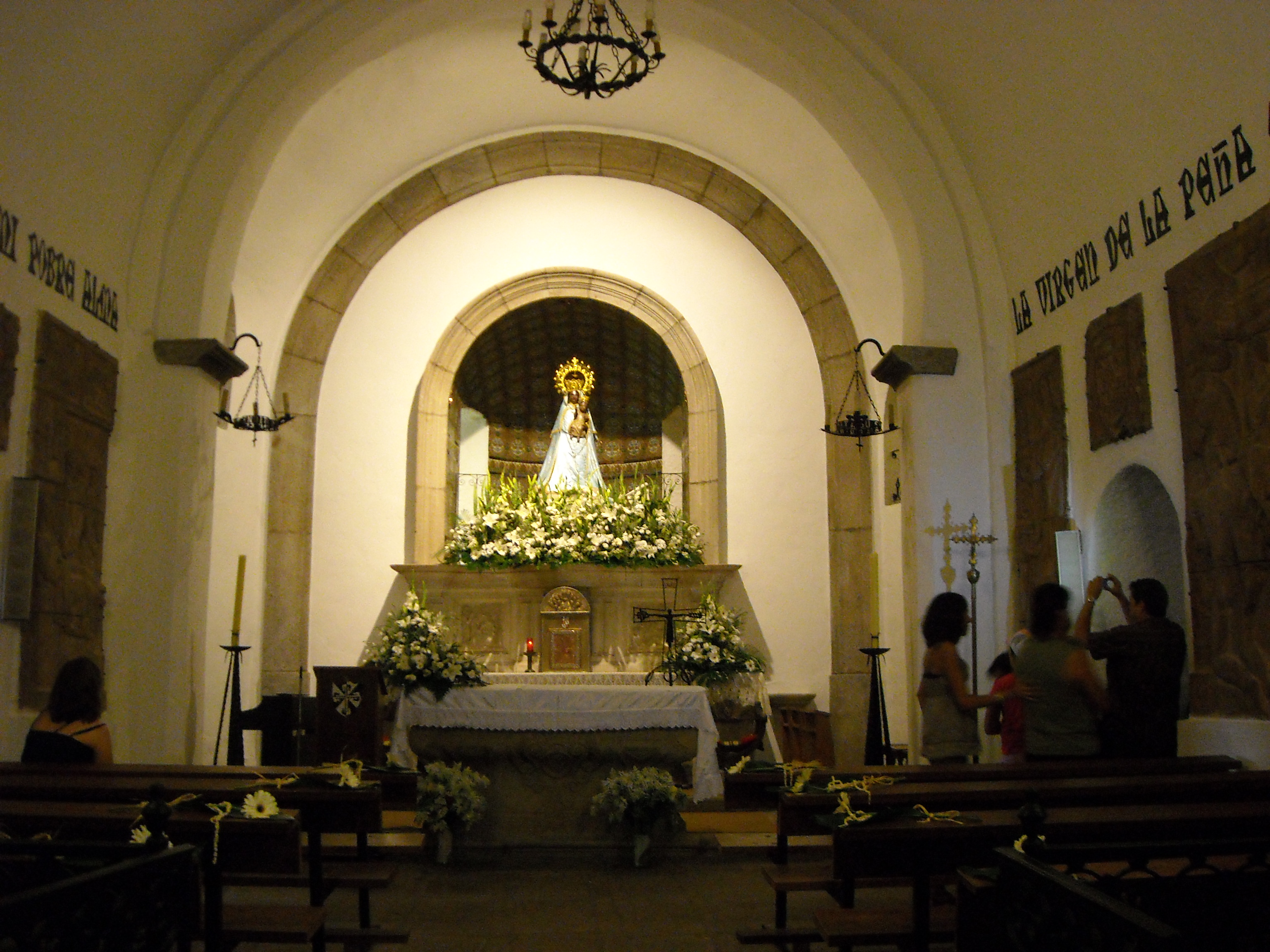
Interno del santuario.

La vegetazione è composta nella parte bassa da querce, pini e felci, quasi tutti di rimboschimento per via degli incendi. La parte alta, prossima alla cima, presenta poca vegetazione a causa della natura rocciosa. Circondando la montagna verso nord, si trovano paesi que negli ultimi decenni sono diventati centri di interesse turistico rurale, come La Alberca.
La Peña de Francia appartiene al territorio del comune di El Cabaco, dove si trovano anche un insediamento romano e Las Cavenes, antiche miniere d'oro.
L'oro si trova spesso nell'adornamento tipico della zona.